# Cinco grandes del fútbol argentino
El término «Cinco grandes del fútbol argentino» se utiliza tradicionalmente en Argentina para referirse a los clubes de fútbol (en orden alfabético): Boca Juniors, Independiente, Racing Club, River Plate y San Lorenzo. Esta denominación comenzó a utilizarse durante el comienzo del profesionalismo y luego se popularizó hasta nuestros días.

## El origen de la expresión
En 1934, cuando se creó la Asociación del Fútbol Argentino, los clubes más populares empezaron a presionar para obtener mayor peso en la toma de decisiones. En una reunión del Consejo Directivo de la AFA, el 5 de agosto de 1937, se dispuso establecer el voto proporcional.
Estos fueron los fundamentos:
- Tres votos: Los clubes que tengan más de 15 000 socios, 20 años de participación consecutiva en Primera División y hayan sido campeón de dicha categoría en 2 o más temporadas.
- Dos votos: Al club con más de 10 000 socios y menos de 15 000, o el que no teniendo esa cifra, haya sido campeón de Primera División y tenga en la misma una antigüedad no menor de 20 años consecutivos.
- Un voto: Al club que no esté comprendido en alguno de los incisos anteriores.[1]

Los clubes que pasaron a tener tres votos fueron Boca, Independiente, Racing Club, River Plate y San Lorenzo. A esta circunstancia se ha atribuido el surgimiento de la expresión «los cinco grandes» y la denominación cobró fuerza con los años, aunque los orígenes del fenómeno se han ubicado ya desde fines de la década de 1910:

En la década del ‘20 el fútbol argentino es un caos total para todos los actores del fenómeno social... Con la idea de que el desarrollo del espectáculo necesitaba de una liga de pocos y grandes, los clubes más poderosos, por su caudal societario y de boletería, tomaron la iniciativa y formaron su propia federación: la Liga Argentina de Football... La profesionalización, en definitiva, era eso: que haya relativamente pocos equipos ricos y grandes. Y los cinco grandes son los cinco grandes desde fines de los ‘10. Entonces la tendencia del espectáculo fue a concentrar todo en los más importantes.
Julio Frydenberg.

En sentido similar Osvaldo Bayer ha escrito:

El fútbol se capitaliza. A los jugadores -amateurs hasta ese momento- se los retiene en los clubes por dinero, y los clubes que tienen dinero atraen a los mejores de los clubes pobres. Aparecen ya, a comienzo de los veinte, las categorías de clubes grandes y clubes chicos.
Osvaldo Bayer

Por su parte, refiriéndose a la década de 1930, el historiador Eduardo P. Archetti dice:

En 1936, los cinco equipos grandes de Argentina tienen 105 000 socios y un capital de 3 555 709 pesos, mientras que los otros diez equipos del campeonato profesional, solo 55 895 socios y un capital de 1 351 845 (El Gráfico 1936, 871: 40).
Eduardo P. Archetti

Referido a la situación de los cinco grandes en la década de 1960, el futbolista Juan Carlos Cárdenas recuerda la importancia de los mismos para el éxito de un jugador:

En esos tiempos no era para nada fácil llegar a Buenos Aires debido a que no existían los medios de hoy. Generalmente del interior podían llegar porque los recomendaba alguien que decía que un chico tenía buenas condiciones futbolísticas. En el caso mío fue distinto porque pude participar en un Campeonato Argentino, en el cual jugaban todas las selecciones de cada provincia y jugábamos por zona. Ganamos la primera fase y después se armó un cuadrangular entre el Norte, Sur, Este y Oeste. Se disputó en Bahía Blanca y en tres partidos hago cinco goles. Tuve la suerte de que me vaya bien y que los delegados de Buenos Aires me vean. Así llegué y recuerdo que me querían los cinco grandes del fútbol argentino.
Chango Cárdenas

Algunos especialistas destacan que en los inicios del fútbol profesional argentino, sobre todo en función del desempeño en la etapa amateur y antes de que la AFA incluyera a los equipos de todo el país, el Club Atlético Huracán llegó a ser considerado como un equipo "grande", circunstancia que originó también el término "los seis grandes", en el que se incluía a Huracán. Esta denominación la obtuvo formalmente al conseguir estatuariamente los votos proporcionales en el consejo directivo y las asambleas de la Asociación del Fútbol Argentino en 1942, asimismo, es aceptado como tal por un gran parte de la prensa; sin embargo, debido a su bajo rendimiento deportivo, la expresión "los seis grandes" ha ido quedando en desuso.

Uno de los seis grandes originales, de regreso. Así, parafraseando al gran Joan Manuel Serrat y su tema “Los fantasmas del Roxy”, podría comenzar el relato de las peripecias de un club que supo ser bien grande, pero que, por acción y omisión de dirigencias que no supieron encauzar correctamente aquella grandeza, cedió poder de un modo en que a punto estuvo de llevarlo a su desaparición. Ahí estaban todos, como exponentes claros de una grandeza que arrancó en el amateurismo, cuando con la obtención de cuatro torneos de Primera (1921, 1922, 1925 y 1928) el club se convertía en uno de los seis “grandes” originales del fútbol argentino.

En la Asamblea Extraordinaria del 12 de enero de 1955, el voto proporcional fue suprimido y cada representante de club volvió a tener un único voto.

Los representantes de los clubes de primera categoría y los que representen al conjunto de los clubes de Primera B, segunda y tercera y a las ligas afiliadas, tendrán, en la Asamblea, un voto cada uno.
Modificación del Artículo 10 del Estatuto.

## Evolución del poderío

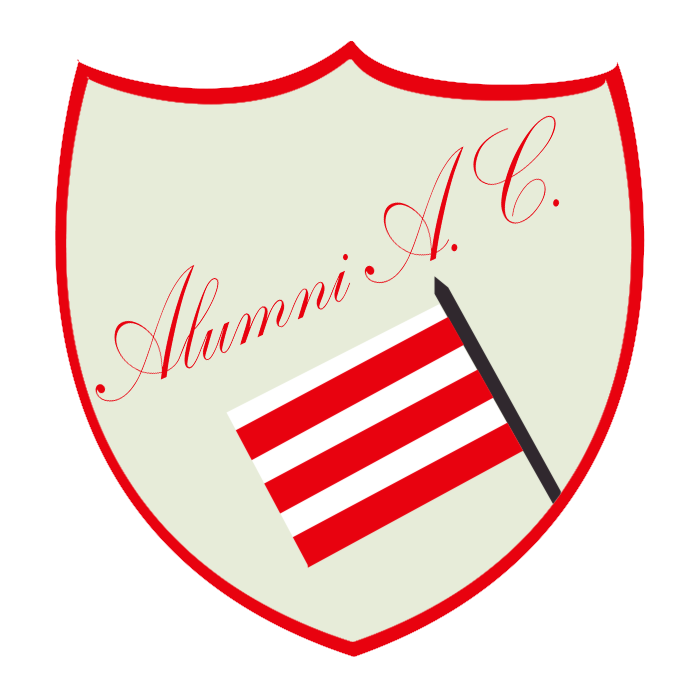
El Alumni Athletic Club fue fundado en 1898 y desapareció en 1913, contando profesionalismo y amateurismo, hoy sería el sexto equipo más laureado a nivel nacional.

Desde el origen de la liga amateur argentina, en 1891, hasta la organización de la liga profesional en 1931, los seis equipos que acumularon mayor cantidad de torneos de Primera División ganados fueron Alumni (10), Racing Club (9), Boca Juniors (6), Lomas Athletic (5), Huracán (4) y San Lorenzo de Almagro (3). De estos seis, Racing Club, Boca Juniors, Huracán y San Lorenzo de Almagro pasaron al profesionalismo; Alumni se disolvió en 1911 y Lomas dejó de participar en la liga en 1909.
Desde el comienzo del profesionalismo, en 1931, los luego llamados «cinco grandes» controlaron la Asociación del Fútbol Argentino y lograron establecer en 1937 una estructura en la cual tenían preeminencia.
En 1939 ingresaron a la asociación los dos principales clubes de Rosario: Newell's Old Boys y Rosario Central. Más tarde lo harían otros equipos no pertenecientes a la ciudad de Buenos Aires o sus cercanías, del interior del país, como Unión (en 1940) y Colón (en 1948), ambos de la ciudad de Santa Fe.
Cabe destacar que por aquel entonces Estudiantes de La Plata y Huracán contaban con 2 votos en la Comisión Directiva. Siendo considerados clubes "medianos". El resto contaba solamente con 1 voto.
En los primeros 36 años de la liga profesional, ningún equipo fuera del grupo de los «cinco grandes» obtuvo un campeonato de Primera División. En ese lapso solo lo lograron River Plate (13), Boca Juniors (10), Racing Club (6), Independiente (5) y San Lorenzo de Almagro (4).
Estudiantes de La Plata rompió ese predominio absoluto en 1967, obteniendo el Campeonato Metropolitano. Ese mismo año la AFA creó el Torneo Nacional, habilitando el ingreso de equipos indirectamente afiliados. Desde ese entonces, doce clubes considerados fuera del grupo de los llamados «cinco grandes» obtuvieron campeonatos nacionales de liga.
En la actualidad, la expresión «los cinco grandes» subsiste con fuerza en la cultura y la jerga futbolística argentina, con el significado inequívoco de referirse a Boca Juniors, Independiente, Racing Club, River Plate y San Lorenzo, los clubes con más títulos en la historia junto al histórico Alumni Athletic Club.

## Tabla comparativa entre los equipos
| Datos y estadísticas                        | Boca Juniors | Independiente | Racing Club | River Plate | San Lorenzo |
| ------------------------------------------- | ------------ | ------------- | ----------- | ----------- | ----------- |
| Fundación                                   | 1905         | 1905          | 1903        | 1901        | 1908        |
| Años sin afiliación                         | 3            | 2             | 2           | 4           | 6           |
| Temporadas en categorías de ascenso         | 5            | 6             | 8           | 5           | 2           |
| Debut en Primera División                   | 1913         | 1912          | 1911        | 1909        | 1915        |
| Temporadas en Primera División              | 113          | 113           | 113         | 116         | 110         |
| Clasificación histórica en Primera División | 2.º          | 4.º           | 5.º         | 1.º         | 3.º         |
| Ranking Conmebol                            | 3.º          | 22.º          | 12.º        | 1.º         | 32.º        |
| Goleadores en Primera División              | 19           | 16            | 18          | 23          | 17          |
| Títulos de Primera División                 | 35           | 16            | 18          | 38          | 15          |
| Copas nacionales                            | 17           | 9             | 15          | 16          | 2           |
| Copas internacionales                       | 18           | 18            | 5           | 12          | 3           |
| Copas rioplatenses                          | 4            | 2             | 3           | 6           | 2           |
| Total de títulos en el amateurismo          | 14           | 8             | 21          | 3           | 5           |
| Total de títulos en el profesionalismo      | 60           | 37            | 20          | 69          | 17          |
| Total general de títulos                    | 74           | 45            | 41          | 72          | 22          |

### Títulos oficiales en el amateurismo
Aunque el primer torneo de liga de Argentina se jugó en Buenos Aires en 1891, no es hasta 1893, cuando se fundó la Argentine Association Football League (llamada luego Argentine Football Association, más tarde Asociación Argentina de Football), que comenzaron los campeonatos institucionalizados de Primera División, organizados por esa entidad. No obstante, en 1912 surgió la Federación Argentina de Football, que disputó un torneo paralelo hasta 1914, cuando se unió a la Asociación. Lo mismo ocurrió entre 1919 y 1926, cuando se formó la Asociación Amateurs de Football, hasta que en ese último año se puso fin a las controversias entre clubes, futbolistas y asociaciones, con la fusión de ambas, formándose una nueva entidad que pasó a denominarse Asociación Amateurs Argentina de Football. El acuerdo se rompió en 1931, cuando los 18 equipos de mayor convocatoria, entre ellos los «cinco grandes», decidieron escindirse, creándose la Liga Argentina de Football, no reconocida por la FIFA. Sin embargo, algunos clubes siguieron en la liga oficial, que pasó a llamarse Asociación de Football Amateurs y Profesionales y continuó organizando sus propios torneos hasta 1934, cuando se fusionó con la Liga Argentina para formar la actual AFA.
Los torneos contemplados estaban limitados a equipos pertenecientes a la Ciudad Autónoma de Buenos Aires, el conurbano bonaerense y La Plata, ingresando, los equipos del interior del país (solo de las ciudades de Rosario y Santa Fe), recién desde 1939.
Con relación a la sumatoria de títulos oficiales de Primera División, copas nacionales y copas rioplatenses logradas por los «cinco grandes» en el amateurismo:
| Pos. | Club                   | Campeonatos nacionales | Copas nacionales | Copas rioplatenses | Total |
| ---- | ---------------------- | ---------------------- | ---------------- | ------------------ | ----- |
| 2    | Racing Club            | 9                      | 9                | 3                  | 21    |
| 3    | Boca Juniors           | 6                      | 6                | 2                  | 14    |
| 4    | Independiente          | 2                      | 6                | 0                  | 8     |
| 8    | San Lorenzo de Almagro | 3                      | 0                | 2                  | 5     |
| 13   | River Plate            | 1                      | 1                | 1                  | 3     |

### Títulos oficiales en el profesionalismo
Con relación a la sumatoria de títulos de Primera División, copas nacionales, copas internacionales y rioplatenses obtenidas por los «cinco grandes» desde el inicio del profesionalismo, en 1931, hasta la actualidad.
| Pos. | Club                   | Campeonatos nacionales | Copas nacionales | Copas rioplatenses | Copas internacionales | Total |
| ---- | ---------------------- | ---------------------- | ---------------- | ------------------ | --------------------- | ----- |
| 1    | River Plate            | 37                     | 15               | 5                  | 12                    | 69    |
| 2    | Boca Juniors           | 29                     | 11               | 2                  | 18                    | 60    |
| 3    | Independiente          | 14                     | 3                | 2                  | 18                    | 37    |
| 4    | Racing Club            | 9                      | 6                | 0                  | 5                     | 20    |
| 5    | San Lorenzo de Almagro | 12                     | 2                | 0                  | 3                     | 17    |

Nota: Los primeros cuatro años del profesionalismo consistieron en una liga paralela de fútbol, organizada por una asociación independiente.

### Suma total de títulos oficiales entre amateurismo y profesionalismo
Con relación a la sumatoria de títulos oficiales de Primera División, copas nacionales, rioplatenses y copas internacionales oficiales obtenidas por los «cinco grandes» desde el inicio del fútbol oficial en Argentina, en 1891, hasta la actualidad:
| Pos. | Club                   | Campeonatos nacionales | Copas nacionales | Copas rioplatenses | Copas internacionales | Total |
| ---- | ---------------------- | ---------------------- | ---------------- | ------------------ | --------------------- | ----- |
| 1    | Boca Juniors           | 35                     | 17               | 4                  | 18                    | 74    |
| 2    | River Plate            | 38                     | 16               | 6                  | 12                    | 72    |
| 3    | Independiente          | 16                     | 9                | 2                  | 18                    | 45    |
| 4    | Racing Club            | 18                     | 15               | 3                  | 5                     | 41    |
| 5    | San Lorenzo de Almagro | 15                     | 2                | 2                  | 3                     | 22    |

### Temporadas en Primera División
Considerando las temporadas disputadas a lo largo de la historia, sumando las eras amateur y profesional. A los fines estadísticos, dado los movimientos divisionales, se considera como temporadas al Torneo Nacional 1985 y a los campeonatos Transición 2014 y Transición 2016. La Primera División en el profesionalismo registra en total 95 temporadas tras el fin del Campeonato de Primera División 2024.
| Club                   | Temporadas disputadas |
| ---------------------- | --------------------- |
| River Plate            | 22                    |
| Racing Club            | 20                    |
| Independiente          | 19                    |
| Boca Juniors           | 18                    |
| San Lorenzo de Almagro | 16                    |

| Club                   | Temporadas disputadas |
| ---------------------- | --------------------- |
| Boca Juniors           | 95                    |
| Independiente          | 94                    |
| River Plate            | 94                    |
| San Lorenzo de Almagro | 94                    |
| Racing Club            | 93                    |

| Club                   | Temporadas disputadas |
| ---------------------- | --------------------- |
| River Plate            | 116                   |
| Boca Juniors           | 113                   |
| Independiente          | 113                   |
| Racing Club            | 113                   |
| San Lorenzo de Almagro | 110                   |

### Goleadores en Primera División
Tabla de máximos goleadores en Primera División pertenecientes a cada equipo.
| Pos. | Club                   | Goleadores |
| ---- | ---------------------- | ---------- |
| 2    | Boca Juniors           | 9          |
| 2    | Racing Club            | 9          |
| 4    | Independiente          | 5          |
| 9    | San Lorenzo de Almagro | 1          |
| 27   | River Plate            | 0          |

| Pos. | Club                   | Goleadores |
| ---- | ---------------------- | ---------- |
| 1    | River Plate            | 24         |
| 2    | San Lorenzo de Almagro | 16         |
| 4    | Independiente          | 11         |
| 5    | Boca Juniors           | 10         |
| 6    | Racing Club            | 9          |

| Pos. | Club                   | Goleadores |
| ---- | ---------------------- | ---------- |
| 1    | River Plate            | 24         |
| 2    | Boca Juniors           | 19         |
| 3    | Racing Club            | 18         |
| 4    | San Lorenzo de Almagro | 17         |
| 5    | Independiente          | 16         |

### Clasificación histórica de la Primera División en el amateurismo
Tabla histórica según datos RSSSF
Tabla de clasificación histórica de la Primera División del fútbol argentino en la era amateur, correspondiente al período oficial iniciado en 1891 y disputado hasta 1934. Se consideran todos los partidos determinados por el fixture de cada campeonato, más los eventuales partidos de desempate, ya sean por definición de título, por liderazgo de grupo o por ocupación de puestos de descenso.
Los cinco grandes también lideraban la tabla de posiciones histórica en el amateurismo, donde participaban equipos pertenecientes a la Ciudad Autónoma de Buenos Aires, el conurbano bonaerense y La Plata.
| Pos. | Equipo                 | Pts. | PJ  | G   | E   | P   | GF   | GC  | Dif. | %PTS   |
| ---- | ---------------------- | ---- | --- | --- | --- | --- | ---- | --- | ---- | ------ |
| 1    | Racing Club            | 736  | 480 | 332 | 72  | 76  | 1069 | 365 | 704  | 76 66% |
| 2    | River Plate            | 686  | 513 | 287 | 112 | 114 | 833  | 477 | 356  | 66 86% |
| 3    | Independiente          | 614  | 467 | 254 | 106 | 107 | 887  | 445 | 442  | 65 74% |
| 4    | San Lorenzo de Almagro | 586  | 424 | 249 | 88  | 87  | 781  | 419 | 362  | 69 10% |
| 5    | Boca Juniors           | 583  | 380 | 259 | 65  | 56  | 904  | 315 | 589  | 76 71% |

- Pos.= Posición; Pts.=Puntos; PJ=Partidos jugados; G=Partidos ganados; E=Partidos empatados; P=Partidos perdidos; GF=Goles a favor; GC=Goles en contra; Dif.=Diferencia de gol; %Pts.=Porcentaje de puntos ganados.

### Clasificación histórica de la Primera División en el profesionalismo
Tabla histórica según datos del Diario Olé
Se tomaron las posiciones de los denominados «cinco grandes» en Primera División, en los 83 años de profesionalismo, desde 1931, con sus reclasificatorios (1967/1972), desempates, liguillas y promociones, hasta la 19.ª fecha del Torneo Clausura 2012. Vélez Sarsfield es quien se ubica en la quinta posición de esta tabla, con 3584 puntos en 2951 partidos disputados.
Los torneos contemplados estuvieron limitados, hasta la creación del Campeonato Nacional en 1967, a equipos directamente afiliados a la AFA pertenecientes a la Ciudad Autónoma de Buenos Aires, el conurbano bonaerense y la ciudad de La Plata, con la excepción de la incorporación de clubes de Rosario y Santa Fe desde 1939.
| Pos. | Equipo                 | Pts. | PJ   | G    | E   | P   | GF   | GC   | Dif. |
| ---- | ---------------------- | ---- | ---- | ---- | --- | --- | ---- | ---- | ---- |
| 1    | River Plate            | 4315 | 3051 | 1607 | 782 | 662 | 5751 | 3474 | 2277 |
| 2    | Boca Juniors           | 4219 | 3071 | 1522 | 817 | 732 | 5361 | 3507 | 1854 |
| 3    | San Lorenzo de Almagro | 3872 | 3008 | 1331 | 838 | 839 | 5083 | 3854 | 1229 |
| 4    | Independiente          | 3868 | 3059 | 1357 | 854 | 848 | 5102 | 3793 | 1309 |
| 6    | Racing Club            | 3450 | 2936 | 1168 | 873 | 895 | 4609 | 3874 | 735  |

- Pos.= Posición; Pts.=Puntos; PJ=Partidos jugados; G=Partidos ganados; E=Partidos empatados; P=Partidos perdidos; GF=Goles a favor; GC=Goles en contra; Dif.=Diferencia de gol.

Nota: Desde 1931 hasta el Torneo Clausura 1995 se otorgaron 2 puntos por victoria; desde entonces, tres unidades (la única excepción se produjo en la temporada 1988/89: tres puntos por triunfo y dos por la victoria en la definición por penales posterior al empate en los 90 minutos reglamentarios).
Tabla histórica según datos RSSSF
Tabla de clasificación histórica de la Primera División del fútbol argentino en el profesionalismo, correspondiente al período oficial iniciado en 1931. Se consideran todos los partidos disputados por torneos de Primera División: Campeonatos de Primera División, Copa Campeonato 1936, Copa de Honor 1936, Copa de Oro 1936, Metropolitanos, Nacionales, Aperturas, Clausuras, Iniciales y Finales. Para confeccionarla se calcularon los partidos ganados con dos o tres puntos, según como se otorgaban en las respectivas competencias. Estos datos se actualizan en la finalización de cada torneo (Inicial o Final) y se encuentran actualizados hasta el Campeonato 2013/14. Vélez Sarsfield es quien se ubica en la quinta posición de esta tabla, con 3584 puntos en 2951 partidos disputados.
| Pos. | Equipo                 | Pts. | J    | G    | G3  | G2   | E   | E2 | E1  | P   | GF   | GC   | Dif. | Desc. | Camp. |
| ---- | ---------------------- | ---- | ---- | ---- | --- | ---- | --- | -- | --- | --- | ---- | ---- | ---- | ----- | ----- |
| 1    | River Plate            | 4464 | 3142 | 1650 | 351 | 1299 | 811 | 6  | 805 | 681 | 5888 | 3560 | 2328 | 4     | 35    |
| 2    | Boca Juniors           | 4358 | 3164 | 1562 | 384 | 1178 | 846 | 7  | 839 | 756 | 5510 | 3612 | 1898 | 3     | 24    |
| 3    | San Lorenzo de Almagro | 3950 | 3101 | 1372 | 328 | 1044 | 873 | 8  | 865 | 856 | 5205 | 3941 | 1254 | 3     | 12    |
| 4    | Independiente          | 3879 | 3113 | 1371 | 260 | 1111 | 870 | 7  | 863 | 872 | 5155 | 3857 | 1300 | 0     | 14    |
| 6    | Racing Club            | 3553 | 3027 | 1198 | 263 | 935  | 894 | 6  | 888 | 935 | 4725 | 3982 | 743  | 6     | 7     |

### Clasificación histórica de la Primera División sumando amateurismo y profesionalismo
Tabla de clasificación histórica de la Primera División del fútbol argentino, sumando las eras amateur y profesional. Se consideran todos los partidos disputados por torneos de Primera División: Campeonatos de Primera División de asociaciones oficiales y disidentes del amateurismo, Campeonatos de Primera División del profesionalismo, Copa Campeonato 1936, Copa de Honor 1936, Copa de Oro 1936, Metropolitanos, Nacionales, Aperturas, Clausuras, Iniciales y Finales. Para confeccionarla se calcularon los partidos ganados con dos o tres puntos, según como se otorgaban en las respectivas competencias. Basado en datos de RSSSF.
| Pos. | Club                   | Pts. | PJ   | G    | G3  | G2   | E   | E2 | E1  | P    | GF   | GC   | Dif. |
| ---- | ---------------------- | ---- | ---- | ---- | --- | ---- | --- | -- | --- | ---- | ---- | ---- | ---- |
| 1    | River Plate            | 5150 | 3656 | 1937 | 351 | 1586 | 923 | 6  | 917 | 795  | 6721 | 4037 | 2684 |
| 2    | Boca Juniors           | 4941 | 3544 | 1821 | 384 | 1437 | 911 | 7  | 904 | 812  | 6414 | 3927 | 2487 |
| 3    | San Lorenzo de Almagro | 4536 | 3526 | 1605 | 312 | 1293 | 949 | 8  | 941 | 933  | 5938 | 4323 | 1615 |
| 4    | Independiente          | 4493 | 3580 | 1625 | 260 | 1365 | 976 | 7  | 969 | 979  | 6042 | 4302 | 1742 |
| 5    | Racing Club            | 4289 | 3507 | 1530 | 263 | 1267 | 966 | 6  | 960 | 1011 | 5794 | 4347 | 1447 |

### Convocatoria de futbolistas para copas mundiales
Futbolistas que integraron los planteles de la Selección Argentina en copas del mundo, desde el Mundial de Uruguay de 1930 al de Rusia 2018, según datos basados en la página oficial de AFA.
| Club                   | Convocatorias | Campeones mundiales |
| ---------------------- | ------------- | ------------------- |
| River Plate            | 48            | 8                   |
| Boca Juniors           | 28            | 2                   |
| Independiente          | 28            | 7                   |
| Racing Club            | 18            | 2                   |
| San Lorenzo de Almagro | 18            | 2                   |

### Clubes que más goles aportaron a la selección
Clubes que más goles aportaron a la Selección Argentina, a través de los diferentes jugadores que fueron cediendo a lo largo de los años.
| Pos. | Club                   | Goles |
| ---- | ---------------------- | ----- |
| 1    | River Plate            | 241   |
| 2    | Boca Juniors           | 138   |
| 3    | San Lorenzo de Almagro | 122   |
| 4    | Independiente          | 118   |
| 5    | Racing Club            | 102   |

## Enfrentamientos

### Los clásicos
Todos los enfrentamientos entre los Cinco grandes se consideran clásicos. Sin embargo, el superclásico entre Boca Juniors y River Plate y el clásico de Avellaneda entre Independiente y Racing Club son clásicos históricos, más cercanos a la definición de derbi. En estos casos, la rivalidad no se basa solo en la grandeza de los clubes, sino en su cercanía geográfica y en una enemistad que surgió antes de que fueran considerados grandes. Esto hizo que la rivalidad entre sus hinchadas fuera más intensa desde el principio. Con el tiempo, estos partidos adquirieron aún más relevancia, ya que en muchas ocasiones fueron decisivos en campeonatos y copas.
En el caso de San Lorenzo, su clásico rival es Huracán. Sin embargo, como Huracán no es considerado un club grande y su hinchada está mayormente localizada en la ciudad de Buenos Aires y sus alrededores, el enfrentamiento entre ambos no alcanzó la misma relevancia que otros clásicos.
El partido entre grandes de mayor antigüedad es el que disputan Racing Club y River Plate, aunque la rivalidad en sí nació muchos años después, cuando ambos clubes ya eran considerados equipos importantes y tenían rivalidad con sus respectivos clásicos rivales históricos.
| Clásicos entre los cinco grandes del fútbol argentino | Clásicos entre los cinco grandes del fútbol argentino | Clásicos entre los cinco grandes del fútbol argentino | Clásicos entre los cinco grandes del fútbol argentino | Clásicos entre los cinco grandes del fútbol argentino | Clásicos entre los cinco grandes del fútbol argentino |
| ----------------------------------------------------- | ----------------------------------------------------- | ----------------------------------------------------- | ----------------------------------------------------- | ----------------------------------------------------- | ----------------------------------------------------- |
| Equipo                                                | vs. Boca Juniors                                      | vs. Independiente                                     | vs. Racing Club                                       | vs. River Plate                                       | vs. San Lorenzo                                       |
| Boca Juniors                                          | —                                                     | Véase                                                 | Véase                                                 | Véase                                                 | Véase                                                 |
| Independiente                                         | Véase                                                 | —                                                     | Véase                                                 | Véase                                                 | Véase                                                 |
| Racing Club                                           | Véase                                                 | Véase                                                 | —                                                     | Véase                                                 | Véase                                                 |
| River Plate                                           | Véase                                                 | Véase                                                 | Véase                                                 | —                                                     | Véase                                                 |
| San Lorenzo                                           | Véase                                                 | Véase                                                 | Véase                                                 | Véase                                                 | —                                                     |

|  | Rivalidad surgida por motivos históricos.                    |
|  | Rivalidad surgida por compartir el criterio de ser «grande». |

#### Sumatoria de títulos
Los clásicos entre los Cinco grandes están entre los diez primeros con mayor sumatoria de títulos del fútbol argentino.
| #  | Equipo 1      | Tít | vs. | Tít | Equipo 2      | Sumatoria |
| -- | ------------- | --- | --- | --- | ------------- | --------- |
| 1  | Boca Juniors  | 74  | vs. | 72  | River Plate   | 146       |
| 2  | Boca Juniors  | 74  | vs. | 45  | Independiente | 119       |
| 3  | Independiente | 45  | vs. | 72  | River Plate   | 117       |
| 4  | Boca Juniors  | 74  | vs. | 41  | Racing Club   | 115       |
| 5  | Racing Club   | 41  | vs. | 72  | River Plate   | 113       |
| 6  | Boca Juniors  | 74  | vs. | 22  | San Lorenzo   | 96        |
| 7  | River Plate   | 72  | vs. | 22  | San Lorenzo   | 94        |
| 8  | Independiente | 45  | vs. | 41  | Racing Club   | 86        |
| 9  | Independiente | 45  | vs. | 22  | San Lorenzo   | 67        |
| 10 | Racing Club   | 41  | vs. | 22  | San Lorenzo   | 63        |

### Historial de partidos oficiales
- Actualizado al 9 de agosto de 2025.

|               | vs River Plate | vs River Plate | vs River Plate | vs River Plate | vs River Plate | vs Boca Juniors | vs Boca Juniors | vs Boca Juniors | vs Boca Juniors | vs Boca Juniors | vs Independiente | vs Independiente | vs Independiente | vs Independiente | vs Independiente | vs Racing Club | vs Racing Club | vs Racing Club | vs Racing Club | vs Racing Club | vs San Lorenzo | vs San Lorenzo | vs San Lorenzo | vs San Lorenzo | vs San Lorenzo | Total | Total | Total | Total | Total |
| ------------- | -------------- | -------------- | -------------- | -------------- | -------------- | --------------- | --------------- | --------------- | --------------- | --------------- | ---------------- | ---------------- | ---------------- | ---------------- | ---------------- | -------------- | -------------- | -------------- | -------------- | -------------- | -------------- | -------------- | -------------- | -------------- | -------------- | ----- | ----- | ----- | ----- | ----- |
| Equipo        | PJ             | PG             | PE             | PP             | Dif            | PJ              | PG              | PE              | PP              | Dif             | PJ               | PG               | PE               | PP               | Dif              | PJ             | PG             | PE             | PP             | Dif            | PJ             | PG             | PE             | PP             | Dif            | PJ    | PG    | PE    | PP    | Dif   |
| River Plate   | -              | -              | -              | -              | -              | 264             | 88              | 84              | 92              | -4              | 233              | 98               | 69               | 66               | +32              | 242            | 111            | 63             | 68             | +43            | 236            | 92             | 80             | 64             | +28            | 975   | 389   | 296   | 290   | +99   |
| Boca Juniors  | 264            | 92             | 84             | 88             | +4             | -               | -               | -               | -               | -               | 228              | 80               | 72               | 76               | +4               | 221            | 94             | 53             | 74             | +20            | 213            | 77             | 53             | 83             | -6             | 926   | 343   | 262   | 321   | +22   |
| Independiente | 233            | 66             | 69             | 98             | -32            | 228             | 76              | 72              | 80              | -4              | -                | -                | -                | -                | -                | 237            | 89             | 77             | 71             | +18            | 209            | 80             | 59             | 70             | +10            | 907   | 311   | 277   | 319   | -8    |
| Racing Club   | 242            | 68             | 63             | 111            | -43            | 221             | 74              | 53              | 94              | -20             | 237              | 71               | 77               | 89               | -18              | -              | -              | -              | -              | -              | 210            | 82             | 54             | 74             | +8             | 910   | 295   | 247   | 368   | -73   |
| San Lorenzo   | 236            | 64             | 80             | 92             | -28            | 213             | 83              | 53              | 77              | +6              | 209              | 70               | 59               | 80               | -10              | 210            | 74             | 54             | 82             | -8             | -              | -              | -              | -              | -              | 868   | 291   | 246   | 331   | -40   |

Incluye todos los partidos oficiales disputados entre los equipos en las diferentes competiciones:
- Ligas Nacionales de la era amateur
- Copas Nacionales de la era amateur
- Ligas Nacionales de la era profesional
- Copas Nacionales de la era profesional
- Copas Internacionales

Curiosidad: En el clásico San Lorenzo vs Boca Juniors hay un partido que se le dio por perdido a los dos: El 14 de diciembre de 1990, por el Torneo Apertura, en La Bombonera, Boca al término del primer tiempo perdía 1-0 con San Lorenzo (Gol de Ferreira). Durante el entretiempo se produjeron incidentes en las tribunas, que provocaron la muerte del hincha de Boca, Saturnino Cabrera. El segundo tiempo no comenzó y el tribunal de disciplina le dio por perdido el partido a ambos.
|  | Supera al rival en el historial general          |
|  | Es superado por el rival en el historial general |
|  | Historial igualado                               |

#### Primera División
- Actualizado al 9 de agosto de 2025.

| Rival                  | PJ  | PG  | PE  | PP  | Dif |
| ---------------------- | --- | --- | --- | --- | --- |
| Independiente          | 201 | 73  | 62  | 66  | +7  |
| Racing Club            | 185 | 84  | 44  | 57  | +27 |
| River Plate            | 216 | 78  | 65  | 73  | +5  |
| San Lorenzo de Almagro | 203 | 74  | 52  | 77  | -3  |
| Total                  | 805 | 309 | 223 | 273 | +36 |

| Rival                  | PJ  | PG  | PE  | PP  | Dif |
| ---------------------- | --- | --- | --- | --- | --- |
| Boca Juniors           | 201 | 66  | 62  | 73  | -7  |
| Racing Club            | 215 | 84  | 69  | 62  | +22 |
| River Plate            | 198 | 58  | 56  | 84  | -26 |
| San Lorenzo de Almagro | 198 | 75  | 55  | 68  | +7  |
| Total                  | 812 | 283 | 242 | 287 | -4  |

| Rival                  | PJ  | PG  | PE  | PP  | Dif |
| ---------------------- | --- | --- | --- | --- | --- |
| Boca Juniors           | 185 | 57  | 44  | 84  | -27 |
| Independiente          | 215 | 62  | 69  | 84  | -22 |
| River Plate            | 206 | 55  | 51  | 100 | -45 |
| San Lorenzo de Almagro | 192 | 73  | 50  | 69  | +4  |
| Total                  | 798 | 247 | 214 | 337 | -90 |

| Rival                  | PJ  | PG  | PE  | PP  | Dif |
| ---------------------- | --- | --- | --- | --- | --- |
| Boca Juniors           | 216 | 73  | 65  | 78  | -5  |
| Independiente          | 198 | 84  | 56  | 58  | +26 |
| Racing Club            | 206 | 100 | 51  | 55  | +45 |
| San Lorenzo de Almagro | 213 | 81  | 75  | 57  | +24 |
| Total                  | 833 | 338 | 247 | 248 | +90 |

| Rival         | PJ  | PG  | PE  | PP  | Dif |
| ------------- | --- | --- | --- | --- | --- |
| Boca Juniors  | 203 | 77  | 52  | 74  | +3  |
| Independiente | 198 | 68  | 55  | 75  | -7  |
| Racing Club   | 192 | 69  | 50  | 73  | -4  |
| River Plate   | 213 | 57  | 75  | 81  | -24 |
| Total         | 806 | 271 | 232 | 303 | -32 |

#### Copas nacionales
- Actualizado al 21 de abril de 2024.

| Rival                  | PJ | PG | PE | PP | Dif |
| ---------------------- | -- | -- | -- | -- | --- |
| Independiente          | 7  | 2  | 2  | 3  | -1  |
| Racing Club            | 19 | 5  | 2  | 12 | -7  |
| River Plate            | 15 | 3  | 8  | 5  | -2  |
| San Lorenzo de Almagro | 6  | 2  | 1  | 3  | -1  |
| Total                  | 47 | 12 | 13 | 23 | -11 |

| Rival                  | PJ | PG | PE | PP | Dif |
| ---------------------- | -- | -- | -- | -- | --- |
| Boca Juniors           | 7  | 3  | 2  | 2  | +1  |
| Racing Club            | 17 | 4  | 6  | 7  | -3  |
| River Plate            | 12 | 6  | 2  | 4  | +2  |
| San Lorenzo de Almagro | 9  | 4  | 3  | 2  | +2  |
| Total                  | 45 | 17 | 13 | 15 | +2  |

| Rival                  | PJ | PG | PE | PP | Dif |
| ---------------------- | -- | -- | -- | -- | --- |
| Boca Juniors           | 19 | 12 | 2  | 5  | +7  |
| Independiente          | 17 | 7  | 6  | 4  | +3  |
| River Plate            | 17 | 7  | 5  | 5  | +2  |
| San Lorenzo de Almagro | 14 | 8  | 2  | 4  | +4  |
| Total                  | 67 | 34 | 15 | 18 | +16 |

| Rival                  | PJ | PG | PE | PP | Dif |
| ---------------------- | -- | -- | -- | -- | --- |
| Boca Juniors           | 15 | 5  | 8  | 3  | +2  |
| Independiente          | 12 | 4  | 2  | 6  | -2  |
| Racing Club            | 17 | 5  | 5  | 7  | -2  |
| San Lorenzo de Almagro | 11 | 7  | 0  | 4  | +3  |
| Total                  | 55 | 21 | 15 | 20 | +1  |

| Rival         | PJ | PG | PE | PP | Dif |
| ------------- | -- | -- | -- | -- | --- |
| Boca Juniors  | 6  | 3  | 1  | 2  | +1  |
| Independiente | 9  | 2  | 3  | 4  | -2  |
| Racing Club   | 14 | 4  | 2  | 8  | -4  |
| River Plate   | 11 | 4  | 0  | 7  | -3  |
| Total         | 40 | 13 | 6  | 21 | -8  |

#### Copas internacionales
- Actualizado al 30 de agosto de 2023.

| Rival                  | PJ | PG | PE | PP | Dif |
| ---------------------- | -- | -- | -- | -- | --- |
| Independiente          | 16 | 3  | 8  | 5  | -2  |
| Racing Club            | 13 | 5  | 7  | 1  | +4  |
| River Plate            | 32 | 11 | 12 | 10 | +1  |
| San Lorenzo de Almagro | 4  | 1  | 0  | 3  | -2  |
| Total                  | 65 | 20 | 26 | 19 | +1  |

| Rival                  | PJ | PG | PE | PP | Dif |
| ---------------------- | -- | -- | -- | -- | --- |
| Boca Juniors           | 16 | 5  | 8  | 3  | +2  |
| Racing Club            | 2  | 0  | 1  | 1  | -1  |
| River Plate            | 23 | 2  | 11 | 10 | -8  |
| San Lorenzo de Almagro | 2  | 1  | 1  | 0  | +1  |
| Total                  | 43 | 8  | 21 | 14 | -6  |

| Rival                  | PJ | PG | PE | PP | Dif |
| ---------------------- | -- | -- | -- | -- | --- |
| Boca Juniors           | 13 | 1  | 7  | 5  | -4  |
| Independiente          | 2  | 1  | 1  | 0  | +1  |
| River Plate            | 16 | 4  | 7  | 5  | -1  |
| San Lorenzo de Almagro | 4  | 1  | 2  | 1  | 0   |
| Total                  | 35 | 7  | 17 | 11 | -4  |

| Rival                  | PJ | PG | PE | PP | Dif |
| ---------------------- | -- | -- | -- | -- | --- |
| Boca Juniors           | 32 | 10 | 12 | 11 | -1  |
| Independiente          | 23 | 10 | 11 | 2  | +8  |
| Racing Club            | 16 | 5  | 7  | 4  | +1  |
| San Lorenzo de Almagro | 12 | 4  | 5  | 3  | +1  |
| Total                  | 83 | 29 | 34 | 20 | +9  |

| Rival         | PJ | PG | PE | PP | Dif |
| ------------- | -- | -- | -- | -- | --- |
| Boca Juniors  | 4  | 3  | 0  | 1  | +2  |
| Independiente | 2  | 0  | 1  | 1  | -1  |
| Racing Club   | 4  | 1  | 2  | 1  | 0   |
| River Plate   | 12 | 3  | 5  | 4  | -1  |
| Total         | 22 | 7  | 8  | 7  | 0   |

### Torneos de verano
Desde fines de la década de 1960, se disputan distintos torneos de verano, durante el receso de los campeonatos regulares, en las principales localidades turísticas del país, como Mar del Plata, Salta, Córdoba o Mendoza.
A partir de 2001 -exceptuado 2002- y hasta 2009, se organizó el torneo pentagonal de verano, una competición amistosa que se realizaba entre los meses de enero y febrero. En 2010, comenzaron a jugarse dos torneos triangulares, el de Mar del Plata y Salta. En 2011 se repitió la metodología, pero ambos torneos se disputaron en la ciudad de Mar del Plata.
Históricamente, durante todas sus disputas y en sus diferentes modalidades, estos torneos amistosos contaron con los cinco grandes como principales protagonistas y la participación coyuntural o eventual de otros equipos, entre los que se puede citar la propia Selección Argentina, la Selección de Polonia, la Selección de Hungría, Nacional y Peñarol, Palmeiras y otros clubes de Brasil, Huracán, Vélez Sarsfield y Estudiantes de La Plata, entre muchos otros.

## Simpatizantes

### Encuestas de popularidad
Durante años se han realizado diversos estudios para determinar qué porcentaje de simpatizantes posee cada club del fútbol argentino. Si bien los datos no son definitivos, y suelen arrojar diversos matices, muestran ciertas tendencias. Entre las razones por la que los números varían se encuentran: la inclusión o exclusión de las personas que responden no ser simpatizantes de algún club, el tamaño de la muestra, la localización de la muestra y si la investigación es participativa o al azar.
Consultora Gallup hizo una encuesta en todo el país para el Diario La Nación en el año 2000 Fueron entrevistadas 3 051 personas. En el año 2006, Consultora Gallup repitió el sondeo para la empresa Rexona. Los cinco grandes se quedaron con el 83% de las preferencias. En ese mismo año la Secretaría de Medios llevó a cabo un estudio sobre 1 254 casos. Los cinco grandes se quedaron con el 85% de las simpatías.
| Porcentaje en todo el país | Porcentaje en todo el país | Porcentaje en todo el país | Porcentaje en todo el país | Porcentaje en todo el país | Porcentaje en todo el país | Porcentaje en todo el país | Porcentaje en todo el país |
| Club                       | Porcentaje                 |                            |                            |                            |                            |                            |                            |
| -------------------------- | -------------------------- | -------------------------- | -------------------------- | -------------------------- | -------------------------- | -------------------------- | -------------------------- |
| Boca Juniors               | 39%                        |                            |                            |                            |                            |                            |                            |
| River Plate                | 28%                        |                            |                            |                            |                            |                            |                            |
| Independiente              | 6%                         |                            |                            |                            |                            |                            |                            |
| San Lorenzo de Almagro     | 5%                         |                            |                            |                            |                            |                            |                            |
| Racing Club                | 3%                         |                            |                            |                            |                            |                            |                            |
| Consultora Gallup, 2006    |                            |                            |                            |                            |                            |                            |                            |

| Porcentaje en todo el país | Porcentaje en todo el país | Porcentaje en todo el país | Porcentaje en todo el país | Porcentaje en todo el país | Porcentaje en todo el país | Porcentaje en todo el país | Porcentaje en todo el país |
| Club                       | Porcentaje                 |                            |                            |                            |                            |                            |                            |
| -------------------------- | -------------------------- | -------------------------- | -------------------------- | -------------------------- | -------------------------- | -------------------------- | -------------------------- |
| Boca Juniors               | 41,5%                      |                            |                            |                            |                            |                            |                            |
| River Plate                | 31,8%                      |                            |                            |                            |                            |                            |                            |
| Independiente              | 4,8%                       |                            |                            |                            |                            |                            |                            |
| San Lorenzo de Almagro     | 3,3%                       |                            |                            |                            |                            |                            |                            |
| Racing Club                | 3,2%                       |                            |                            |                            |                            |                            |                            |
| Secretaría de Medios, 2006 |                            |                            |                            |                            |                            |                            |                            |

El Diario Clarín, en el 2009, y el Diario Olé, en el 2012, realizaron estudios para conocer la cantidad de simpatizantes de cada club del fútbol argentino. Aunque no siguieron un método científico, los resultados son destacados por la gran cantidad de gente que participó. El Gran DT es un concurso organizado por el Diario Clarín, en el cual el lector arma un equipo con diversos jugadores del fútbol argentino, ganando puntos sobre la base de la actuación de los mismos en cada fecha del campeonato. Uno de los pasos para darse de alta es llenar un formulario con los datos personales del participante y el club de fútbol del cual es simpatizante. De esta manera se creó una base de datos de las 2 005 590 personas que participaron ese año. El Registro Nacional del Hincha, con 266 548 encuestados, fue una votación vía web del Diario Olé que tuvo la pretensión de conseguir un mapa lo más certero posible de los hinchas de fútbol del país. Para votar, los simpatizantes debían conseguir una clave que se adquiría mediante mensaje de texto o al comprar la edición del domingo del diario.
| Cantidad y porcentaje en el Gran DT | Cantidad y porcentaje en el Gran DT | Cantidad y porcentaje en el Gran DT | Cantidad y porcentaje en el Gran DT | Cantidad y porcentaje en el Gran DT | Cantidad y porcentaje en el Gran DT | Cantidad y porcentaje en el Gran DT | Cantidad y porcentaje en el Gran DT |
| Club                                | Cantidad                            | Porcentaje                          |                                     |                                     |                                     |                                     |                                     |
| ----------------------------------- | ----------------------------------- | ----------------------------------- | ----------------------------------- | ----------------------------------- | ----------------------------------- | ----------------------------------- | ----------------------------------- |
| Boca Juniors                        | 689 921                             | 34,3%                               |                                     |                                     |                                     |                                     |                                     |
| River Plate                         | 482 589                             | 24,1%                               |                                     |                                     |                                     |                                     |                                     |
| Independiente                       | 135 493                             | 6,8%                                |                                     |                                     |                                     |                                     |                                     |
| San Lorenzo de Almagro              | 97 765                              | 4,9%                                |                                     |                                     |                                     |                                     |                                     |
| Racing Club                         | 89 699                              | 4,5%                                |                                     |                                     |                                     |                                     |                                     |
| Gran DT, 2009                       |                                     |                                     |                                     |                                     |                                     |                                     |                                     |

| Cantidad y porcentaje en el RNH | Cantidad y porcentaje en el RNH | Cantidad y porcentaje en el RNH | Cantidad y porcentaje en el RNH | Cantidad y porcentaje en el RNH | Cantidad y porcentaje en el RNH | Cantidad y porcentaje en el RNH | Cantidad y porcentaje en el RNH |
| Club                            | Cantidad                        | Porcentaje                      |                                 |                                 |                                 |                                 |                                 |
| ------------------------------- | ------------------------------- | ------------------------------- | ------------------------------- | ------------------------------- | ------------------------------- | ------------------------------- | ------------------------------- |
| Boca Juniors                    | 67 859                          | 25,5%                           |                                 |                                 |                                 |                                 |                                 |
| River Plate                     | 40 312                          | 15,1%                           |                                 |                                 |                                 |                                 |                                 |
| Independiente                   | 18 088                          | 6,8%                            |                                 |                                 |                                 |                                 |                                 |
| Racing Club                     | 15 755                          | 5,9%                            |                                 |                                 |                                 |                                 |                                 |
| San Lorenzo de Almagro          | 13 078                          | 4,9%                            |                                 |                                 |                                 |                                 |                                 |
| RNH, 2012                       |                                 |                                 |                                 |                                 |                                 |                                 |                                 |

En el año 2006, Consultora Equis publicó una investigación llevada a cabo en todo el país sobre 9 260 casos efectivos. El sociólogo y actual director de la consultora, Artemio López, declaró haberla hecha durante tres años y estimó el margen de error alrededor del 1%. La misma consultora publicó en los años siguientes actualizaciones del estudio que arrojaron figuras similares. Los resultados de la última actualización, en el año 2012, fueron presentados en la transmisión de Fútbol Para Todos.
| Porcentaje por región y en todo el país | Porcentaje por región y en todo el país | Porcentaje por región y en todo el país | Porcentaje por región y en todo el país | Porcentaje por región y en todo el país | Porcentaje por región y en todo el país | Porcentaje por región y en todo el país | Porcentaje por región y en todo el país |
| Club                                    | Metropolitana                           | Pampeana                                | Patagónica                              | Cuyana                                  | Noroeste                                | Nordeste                                | Total                                   |
| --------------------------------------- | --------------------------------------- | --------------------------------------- | --------------------------------------- | --------------------------------------- | --------------------------------------- | --------------------------------------- | --------------------------------------- |
| Boca Juniors                            | 40,4%                                   | 33,8%                                   | 44,1%                                   | 44,7%                                   | 35,0%                                   | 47,7%                                   | 40,4%                                   |
| River Plate                             | 29,9%                                   | 28,5%                                   | 39,8%                                   | 40,7%                                   | 37,6%                                   | 39,0%                                   | 32,6%                                   |
| Independiente                           | 7,0%                                    | 4,9%                                    | 3,8%                                    | 5,7%                                    | 5,3%                                    | 4,0%                                    | 5,5%                                    |
| Racing Club                             | 5,5%                                    | 2,9%                                    | 4,0%                                    | 3,1%                                    | 4,6%                                    | 4,8%                                    | 4,2%                                    |
| San Lorenzo de Almagro                  | 6,9%                                    | 2,3%                                    | 3,8%                                    | 3,0%                                    | 2,0%                                    | 3,0%                                    | 3,9%                                    |
| Consultora Equis, 2012                  |                                         |                                         |                                         |                                         |                                         |                                         |                                         |

El canal televisivo TyC Sports en 2022, realizó una encuesta esta vez de manera virtual a través del sitio web del canal y se llevó a cabo en un periodo de 2 meses, entre el 16 de marzo y el 18 de mayo. En total participaron 1.084.862 votantes y dio como resultado a River Plate como el club con más hinchas del país.
| Cantidad y porcentaje en TyC Sports | Cantidad y porcentaje en TyC Sports | Cantidad y porcentaje en TyC Sports | Cantidad y porcentaje en TyC Sports | Cantidad y porcentaje en TyC Sports | Cantidad y porcentaje en TyC Sports | Cantidad y porcentaje en TyC Sports | Cantidad y porcentaje en TyC Sports |
| Club                                | Cantidad                            | Porcentaje                          |                                     |                                     |                                     |                                     |                                     |
| ----------------------------------- | ----------------------------------- | ----------------------------------- | ----------------------------------- | ----------------------------------- | ----------------------------------- | ----------------------------------- | ----------------------------------- |
| River Plate                         | 156 505                             | 21%                                 |                                     |                                     |                                     |                                     |                                     |
| Boca Juniors                        | 143 681                             | 18%                                 |                                     |                                     |                                     |                                     |                                     |
| Racing Club                         | 63 395                              | 9%                                  |                                     |                                     |                                     |                                     |                                     |
| Independiente                       | 54 691                              | 7%                                  |                                     |                                     |                                     |                                     |                                     |
| San Lorenzo de Almagro              | 27 105                              | 4%                                  |                                     |                                     |                                     |                                     |                                     |
| TyC Sports, 2022                    |                                     |                                     |                                     |                                     |                                     |                                     |                                     |

El último gran censo de hinchas a nivel nacional fue realizado por la empresa Proyección Consultores, quién sacó a la luz un nuevo estudio para determinar el porcentaje de hinchas que tiene cada club a lo largo y ancho de Argentina, tomando muestras con un cuestionario estructurado a personas mayores de 16 años de edad en un período 21 días, desde el 2 al 23 de mayo, y con 9517 casos efectivos. Para dicha encuesta se tomaron registros en diversas regiones del país, tal como la de Cuyo Nordeste Argentino, el Noroeste Argentino, La Patagonia, el Interior de Buenos Aires (Córdoba, Entre Ríos y Santa Fe) y el Área Metropolitana de Buenos Aires (AMBA). Cada una de las zonas mostraron diferencias en cuanto a la localización de los simpatizantes.
| Cantidad y porcentaje en Proyección Consultora | Cantidad y porcentaje en Proyección Consultora | Cantidad y porcentaje en Proyección Consultora | Cantidad y porcentaje en Proyección Consultora | Cantidad y porcentaje en Proyección Consultora | Cantidad y porcentaje en Proyección Consultora | Cantidad y porcentaje en Proyección Consultora | Cantidad y porcentaje en Proyección Consultora |
| Club                                           | Porcentaje                                     |                                                |                                                |                                                |                                                |                                                |                                                |
| ---------------------------------------------- | ---------------------------------------------- | ---------------------------------------------- | ---------------------------------------------- | ---------------------------------------------- | ---------------------------------------------- | ---------------------------------------------- | ---------------------------------------------- |
| Boca Juniors                                   | 42,10 %                                        |                                                |                                                |                                                |                                                |                                                |                                                |
| River Plate                                    | 35,30 %                                        |                                                |                                                |                                                |                                                |                                                |                                                |
| Independiente                                  | 4,90 %                                         |                                                |                                                |                                                |                                                |                                                |                                                |
| Racing Club                                    | 4,80 %                                         |                                                |                                                |                                                |                                                |                                                |                                                |
| San Lorenzo de Almagro                         | 3,20 %                                         |                                                |                                                |                                                |                                                |                                                |                                                |
| Proyección Consultora, 2022                    |                                                |                                                |                                                |                                                |                                                |                                                |                                                |

### Cantidad de socios oficiales
| Pos. | Club                   | Socios  |
| ---- | ---------------------- | ------- |
| 1    | River Plate            | 351 487 |
| 2    | Boca Juniors           | 323 586 |
| 3    | Independiente          | 160 000 |
| 4    | Racing Club            | 92 583  |
| 5    | San Lorenzo de Almagro | 89 717  |

Datos actualizados al 19 de julio del 2025.

### Entradas vendidas
Según el estudio 100 años de Venta de Entradas, realizado por el estadígrafo del fútbol argentino Mario Ríos, en conjunto con la organización Revisionismo Histórico, estos son los cinco equipos con mayor promedio de entradas vendidas por encuentro, desde el Campeonato 1917 al 2016.
Nota: La venta de entradas no contabiliza el ingreso al estadio de los socios de cada club, debido a que, por su condición, generalmente entran gratis o abonando un pase que no se agrega en la suma final de entradas que realiza la AFA. Al tener una mayor cantidad de asociados, los clubes tienen, a su vez, menos posibilidades de vender entradas el día del partido. La capacidad del estadio es otro factor determinante, porque aquel equipo con mayor disponibilidad de lugares tendrá la posibilidad de ofrecer más localidades al público.
| Pos. | Club                   | Entradas vendidas | Partidos jugados | Promedio por partido |
| ---- | ---------------------- | ----------------- | ---------------- | -------------------- |
| 1    | Boca Juniors           | 54 361 005        | 3482             | 15 610               |
| 2    | River Plate            | 51 852 678        | 3533             | 14 675               |
| 3    | Racing Club            | 35 972 574        | 3420             | 10 520               |
| 4    | San Lorenzo de Almagro | 36 509 613        | 3494             | 10 450               |
| 5    | Independiente          | 35 230 682        | 3504             | 10 055               |

### Seguimiento en redes sociales
En estas tablas se contabilizan la cantidad de seguidores de cada club en las principales redes sociales: X (Twitter), Instagram, Facebook, TikTok y YouTube.
| Club                   | X         |
| ---------------------- | --------- |
| Boca Juniors           | 6 636 582 |
| River Plate            | 5 958 375 |
| San Lorenzo de Almagro | 804 644   |
| Independiente          | 584 076   |
| Racing Club            | 434 782   |

| Club                   | Instagram |
| ---------------------- | --------- |
| Boca Juniors           | 9 632 562 |
| River Plate            | 8 812 626 |
| San Lorenzo de Almagro | 758 841   |
| Racing Club            | 730 187   |
| Independiente          | 677 673   |

| Club                   | Facebook  |
| ---------------------- | --------- |
| River Plate            | 9 578 011 |
| Boca Juniors           | 9 014 449 |
| San Lorenzo de Almagro | 1 063 168 |
| Racing Club            | 722 029   |
| Independiente          | 656 424   |

| Club                   | TikTok    |
| ---------------------- | --------- |
| River Plate            | 3 900 000 |
| Boca Juniors           | 3 100 000 |
| Racing Club            | 636 100   |
| Independiente          | 559 400   |
| San Lorenzo de Almagro | 419 700   |

| Club                   | YouTube |
| ---------------------- | ------- |
| River Plate            | 537 000 |
| Boca Juniors           | 141 000 |
| Independiente          | 87 100  |
| Racing Club            | 59 300  |
| San Lorenzo de Almagro | 58 500  |

Datos actualizados al 21 de enero de 2025.

## El sexto grande
Así como existe un reconocimiento y aceptación generalizados a los «cinco grandes» persiste, desde hace décadas, la discusión acerca del «sexto grande», lugar que es pretendido, a través de los años, por los clubes (en orden alfabético): Estudiantes de La Plata, Huracán, Newell's Old Boys, Rosario Central y Vélez Sarsfield.